# Var (fleuve)
Pour les articles homonymes, voir Var.
Le Var est un fleuve côtier du Sud-Est de la France se jetant dans la mer Méditerranée après avoir coulé dans les deux départements des Alpes-de-Haute-Provence et Alpes-Maritimes, dans la région Provence-Alpes-Côte d'Azur. Ce fleuve ne coule pas sur le territoire du département voisin auquel il a donné son nom. Il marquait la frontière entre la France et le comté de Nice appartenant alors au royaume de Sardaigne. Le pont le plus ancien qui enjambe le fleuve Var est le pont d'Entrevaux, construit entre 1655 et 1658. 

## Hydronymie
Le nom du Var, attesté en grec Οὐᾶρος, remonterait au terme celtique *uār- (issu d'un thème indo-européen, identifié également dans d'autres langues indo-européennes sanskrit var(i) « eau », vieux norrois vari, louvite war-, etc.).
Le mot uar- « eau, rivière » se trouve également dans le nom de la ville espagnole de Vareia au bord de l'Èbre, l'ancien nom de Horbourg-Wihr, Argento-varia et l'ethnonyme celte des Ambivarètes. Le vocalisme uer- est le plus fréquent, on le retrouve dans le nom de la Vire, dans la Vière, la ville de Louviers et le nom de la tribu celte des Trévires.
Au Moyen Âge, le cours moyen du Var portait le même nom que son affluent, la Tinée.

## Géographie

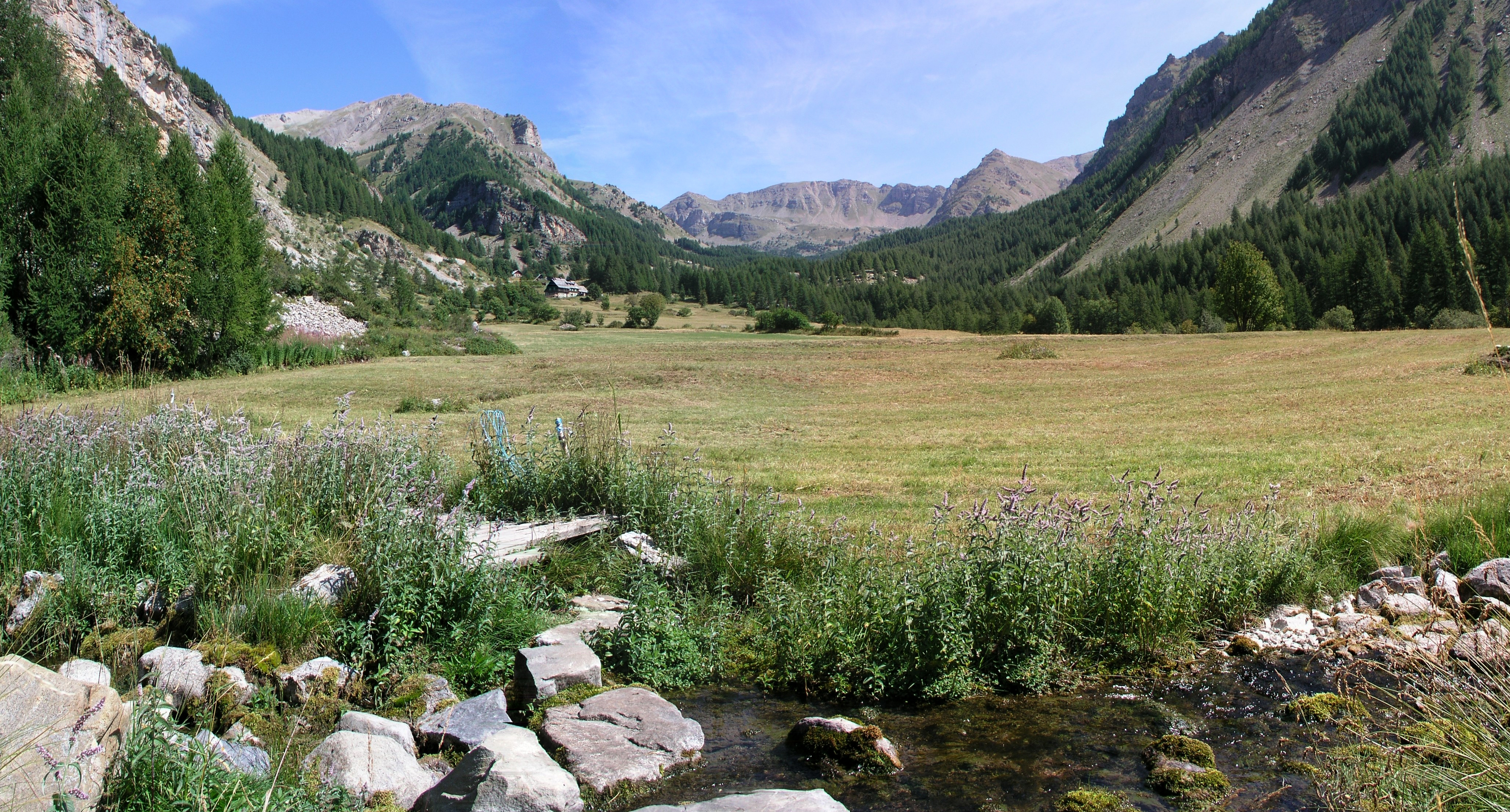
La source du Var à Estenc commune d'Entraunes.

Sa source jaillit à Estenc, hameau de la commune d'Entraunes. Source située à une altitude de 1 790 mètres, au sud du col de la Cayolle (2 326 m) dans les Alpes-Maritimes. Son parcours de 114,3 kilomètres s'achève dans la mer Méditerranée entre Nice et Saint-Laurent-du-Var.
Lors de la création des départements français en 1790, la rive droite du Var formait la limite orientale du département homonyme et sa rive gauche la frontière avec le royaume de Sardaigne. Ce rôle de frontière disparaît entre 1793 et 1814 avec l'annexion du comté de Nice, qui devient alors le département des Alpes-Maritimes, mais reprend après la chute du Premier Empire. Il faudra attendre l'année 1860 et le second rattachement du comté de Nice, pour que le fleuve perde définitivement cette fonction de limite administrative.
Avec la constitution d'un nouveau département des Alpes-Maritimes englobant cette fois-ci l'arrondissement de Grasse, le Var ne borde plus le département auquel il a donné son nom, cas unique en France. Il coule maintenant presque entièrement dans les Alpes-Maritimes à l'exception d'une brève incursion dans les Alpes-de-Haute-Provence à Entrevaux.
On remarque, sur l'arc de triomphe de l'Étoile à Paris les mentions Le Var (campagne du Var) et armée du Var en souvenir de la bataille des guerres de la Révolution française et de l’armée de la Révolution française.

### Communes et cantons traversés

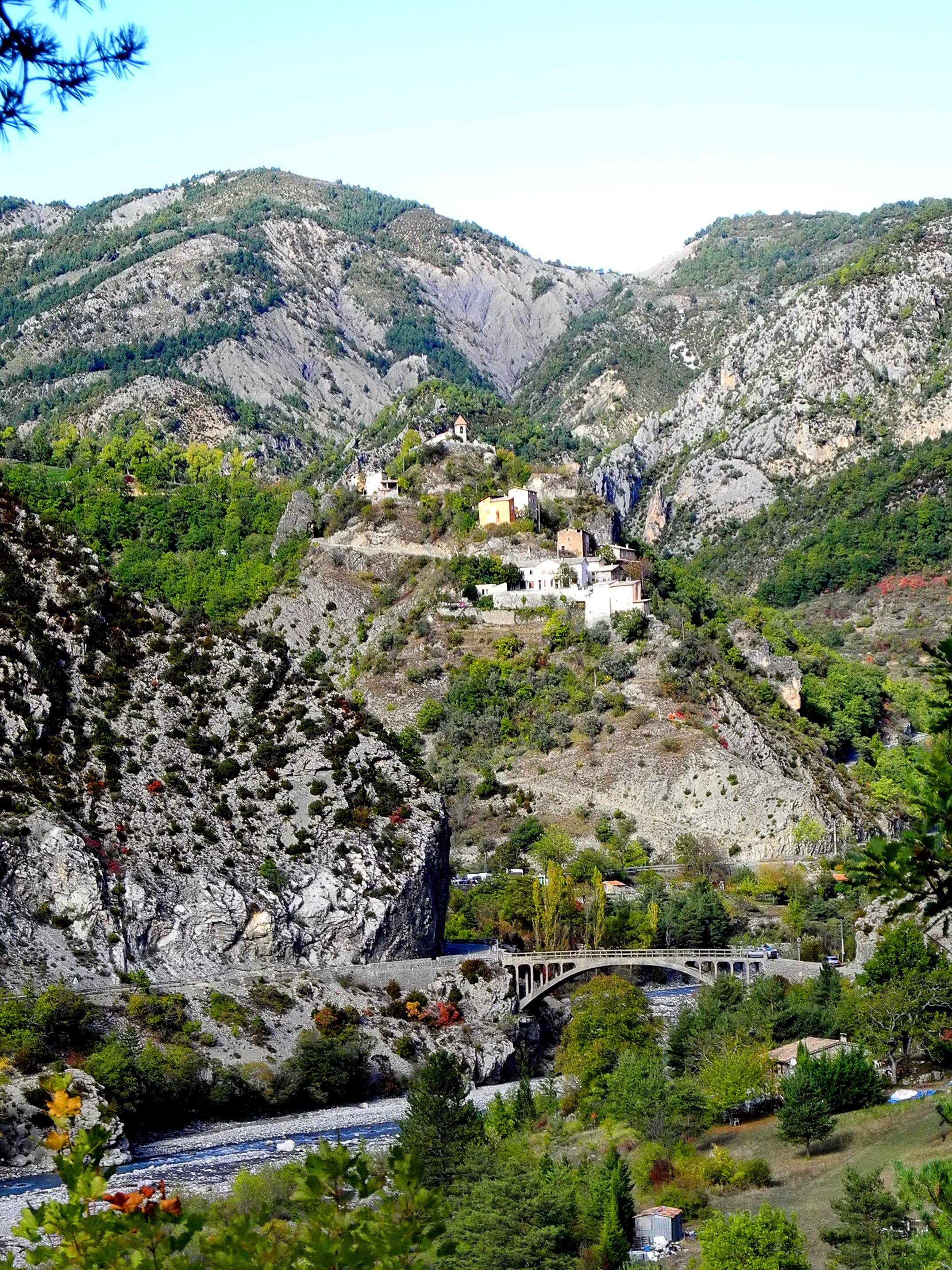
Gorges de Daluis dans le Haut-Var.

Dans les deux départements des Alpes-de-Haute-Provence (04) et des Alpes-Maritimes (06), le Var traverse les trente-et-une communes suivantes, de l'amont vers l'aval, de Entraunes (source), Saint-Martin-d'Entraunes, Villeneuve-d'Entraunes, Guillaumes, Daluis, Saint-Léger, Sausses, Castellet-lès-Sausses, Saint-Benoît, Entrevaux, Puget-Théniers, Rigaud, Touët-sur-Var, Villars-sur-Var, Malaussène, Massoins, Tournefort, Utelle, Revest-les-Roches, Bonson, Levens, La Roquette-sur-Var, Saint-Martin-du-Var, Saint-Blaise, Castagniers, Carros, Gattières, Saint-Jeannet, La Gaude, Nice, Saint-Laurent-du-Var (embouchure).
Soit en termes de cantons, le Var prend source dans le canton de Vence, traverse les canton de Castellane, canton de Tourrette-Levens, canton de Nice-3, canton de Cagnes-sur-Mer-2, conflue dans le canton de Nice-9, dans les arrondissements de Nice, de Grasse et de Castellane.

### Toponymes
Le fleuve le Var a donné son hydronyme aux cinq communes suivantes de La Roquette-sur-Var, Saint-Laurent-du-Var, Saint-Martin-du-Var, Touët-sur-Var et Villars-sur-Var.

### Bassin versant
Le Var traverse les treize zones hydrographiques suivantes Y600, Y601, Y602, Y603, Y604, Y610, Y611, Y612, Y623, Y624, Y633, Y643, Y644, pour une superficie totale de 2 819 km2. Ce bassin versant est constitué à 94,90 % de « forêts et milieux semi-naturels », à 3,65 % de « territoires agricoles », à 1,35 % de « territoires artificialisés », à 0,07 % de « surfaces en eau »

### Hydrogéologie et aquifère du Var
L'eau potable du département est principalement fournie par une nappe phréatique dite « nappe libre de l’aquifère des alluvions récentes du Var » elle-même alimentée d'une part par le Var (pour 80% environ, taux qui pourrait être lié à l'importance des pompages dans la nappe), et d'autre part, par de l'eau issue de la nappe du substratum des alluvions dite « aquifère des poudingues ». Cette eau vient principalement des montagnes du Mercantour qui offrent une eau propre à un débit élevé grâce à l'absence d’industries et d'agriculture intensive. Cette ressource est menacée d'une part par les activités humaines qui peuvent la polluer ou la surexploiter, et d'autre part, par le dérèglement climatique qui peut faire alterner des années fortement excédentaires et déficitaires.

### Organisme gestionnaire
Le SMIAGE ou Syndicat Mixte Inondations, Aménagements et Gestion de l'Eau maralpin, créé en le 1er janvier 2017 , s'occupe désormais de la gestion des bassins versants des Alpes-Maritimes, en particulier de celui du fleuve le Var. Celui-ci « a été reconnu comme EPTB, avec les félicitations du jury, lors de la séance du comité de bassin de l’Agence l’eau Rhône-Méditerranée-Corse du vendredi 22 juin 2018 car il porte à la fois des politiques liées à la prévention du risque inondation et la gestion des milieux aquatiques »,.

## Affluents
Le Var reçoit les contributions de cinq affluents principaux :
- le Cians (rg[note 1]), 25,3 km au lieu-dit du Pont-du-Cians, en aval de Puget-Théniers, de rang de Strahler quatre ;
- la Tinée (rg), 69,9 km dans les gorges de la Mescla et de rang de Strahler cinq ;
- la Vésubie (rg), 48 km au niveau de Plan-du-Var, de rang de Strahler trois ;
- le Coulomp (rd), 20 km au pont de Gueydan, en amont d'Entrevaux et de rang de Strahler cinq ;
- l'Estéron (rd), 66,7 km au niveau de Saint-Martin-du-Var sur vingt communes avec quarante-et-un affluents et de rang de Strahler cinq.

Il reçoit par ailleurs de nombreux affluents secondaires dont : 
- le Tuébi (rg), 11,7 km sur deux communes avec sept affluents qui conflue à Guillaumes et de rang de Strahler trois ;
- la Chalvagne (rd), 15,1 km sur deux communes avec huit affluents et qui conflue à Entrevaux, et de rang de Strahler trois ;
- la Roudoule (rg), 14,2 km qui conflue à Puget-Théniers et de rang de Strahler quatre.

### Rang de Strahler
En conséquence, le rang de Strahler du Var est de six par la Tinée, le Coulomp ou l'Estéron.

## Hydrologie
Le Var est un petit fleuve fort abondant, comme tous les cours d'eau issus des régions alpestres. Son régime est dit nivo-pluvial.

### Le Var à Nice
Son débit a été observé sur une période de 34 ans (1974–2007), à Nice, au pont Napoléon-III tout près de son embouchure dans la mer. Le bassin versant du fleuve y est de 2 820 km2, c'est-à-dire sa totalité.
Le module du fleuve à Nice est de 49,4 m3/s.
Le Var présente des fluctuations saisonnières typiques d'un régime à dominante nivale. On y distingue en effet deux périodes de crue. Les hautes eaux d'automne portent le débit mensuel moyen à un niveau situé entre 61 et 66 m3/s, en octobre-novembre (maximum en octobre) et sont suivies d'une baisse de débit jusqu'aux environs de 40 m3/s en février. Suit alors une deuxième montée du régime aboutissant à un second sommet — le plus important — en mai (74,5 m3/s). Il est dû à la fonte des neiges. Dès lors au mois de juin, s'amorce la décrue suivie des basses eaux d'été qui mènent le débit moyen à son étiage du mois d'août avec une moyenne mensuelle de 25,9 m3/s, ce qui reste très confortable, il est vrai. Au total, les oscillations saisonnières paraissent ainsi fort peu importantes, mais les fluctuations sont bien plus prononcées sur de courtes périodes.

### Étiage ou basses eaux
À l'étiage, le VCN3 peut chuter jusque 8,9 m3/s, en cas de période quinquennale sèche, ce qui reste élevé en comparaison avec la moyenne des cours d'eau de France.

### Crues

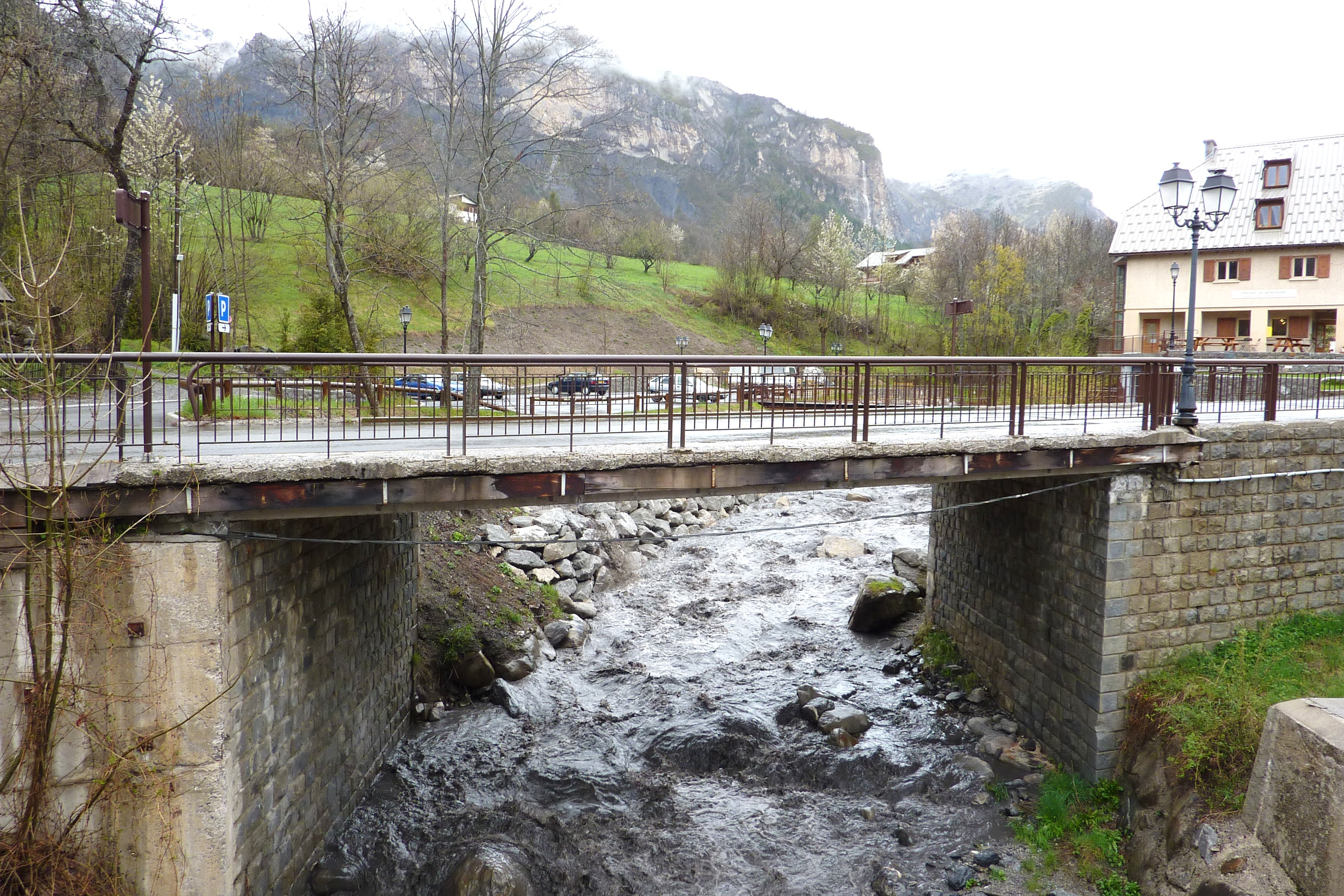
À Entraunes, le Var, près de sa source, en crue après trois jours de pluie sous le pont de 1938 à l'entrée du village.

Les crues peuvent être très importantes. Les QIX 2 et QIX 5 valent respectivement 810 et 1 400 m3/s. Le QIX 10 est de 1 700 m3/s et le QIX 20 de 2 100 m3/s. Quant au QIX 50 ou valeur calculée du débit de crue cinquantennale, il n'a pas été calculé. Cela signifie que, par exemple, tous les deux ans on doit s'attendre à une crue de l'ordre de 810 m3/s, et que tous les cinq ans, une crue de 1 400 m3/s doit survenir, statistiquement du moins.
Pour se faire une idée de l'importance de ces débits, on peut les comparer à ceux de la Seine à Alfortville, avant son confluent avec la Marne. Le QIX 5 de la Seine vaut 1 000 m3/s (contre 1 400 m3/s pour le Var) et son QIX 20 se monte à 1 400 m3/s (soit bien moins que les 2 100 m3/s du Var). Ainsi les crues du Var sont nettement supérieures à celles de la Seine à l'entrée de Paris (voir aussi débit de la Seine à Paris).
Le débit instantané maximal enregistré a été de 3 770 m3/s le 5 novembre 1994, tandis que la valeur journalière maximale était de 1 460 m3/s le même jour. En comparant la première de ces valeurs avec l'échelle des QIX du fleuve, il apparaît que ces crues étaient bien plus importantes que les crues vicennales attendues, et sans doute très exceptionnelles.
Le niveau du cours d'eau est habituellement bas, 50 à 100 m3/s en règle générale, mais il est réputé pour ses crues soudaines et importantes, son débit monte alors en quelques heures à 1 000 m3/s, atteint 3 500 m3/s en crue centennale et jusqu'à 5 000 m3/s en crue millennale.

### Lame d'eau et débit spécifique
Au total, le Var est un fleuve abondant, alimenté par des précipitations elles aussi abondantes, dans la région des Alpes avant tout. La lame d'eau écoulée dans son bassin versant est de 553 mm annuellement, ce qui est élevé, largement supérieur à la moyenne d'ensemble de la France, et seulement inférieur à certaines zones des Pyrénées, des Alpes du Nord, aux Cévennes et quelques autres sommets du Massif central français, aux Vosges et au Jura. Le débit spécifique du fleuve (ou Qsp) atteint le chiffre de 17,5 litres par seconde et par kilomètre carré de bassin.

## Aménagements et écologie

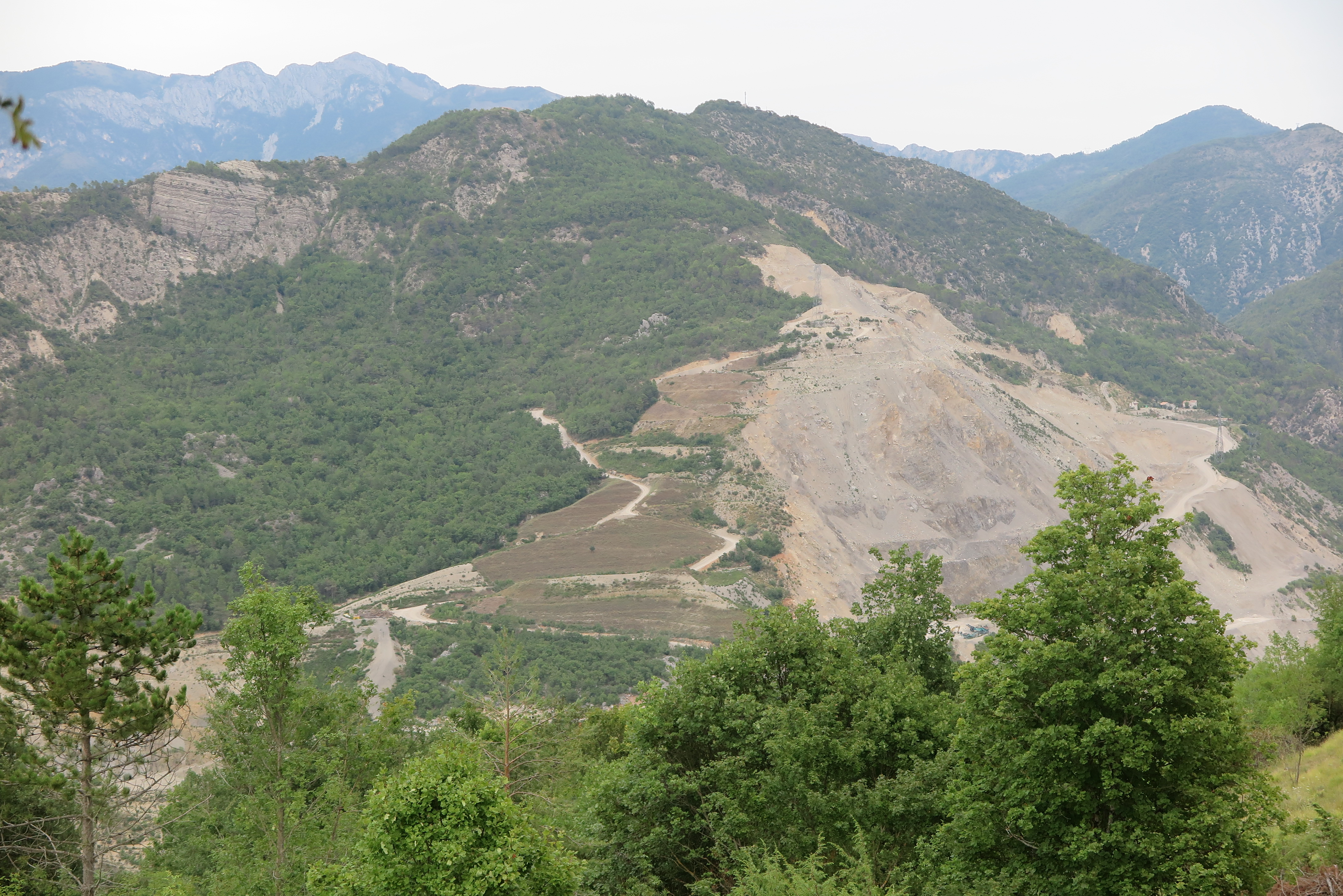
Carrière.

Une carrière dans la vallée du Var, face à la commune de Malaussène

## Galerie

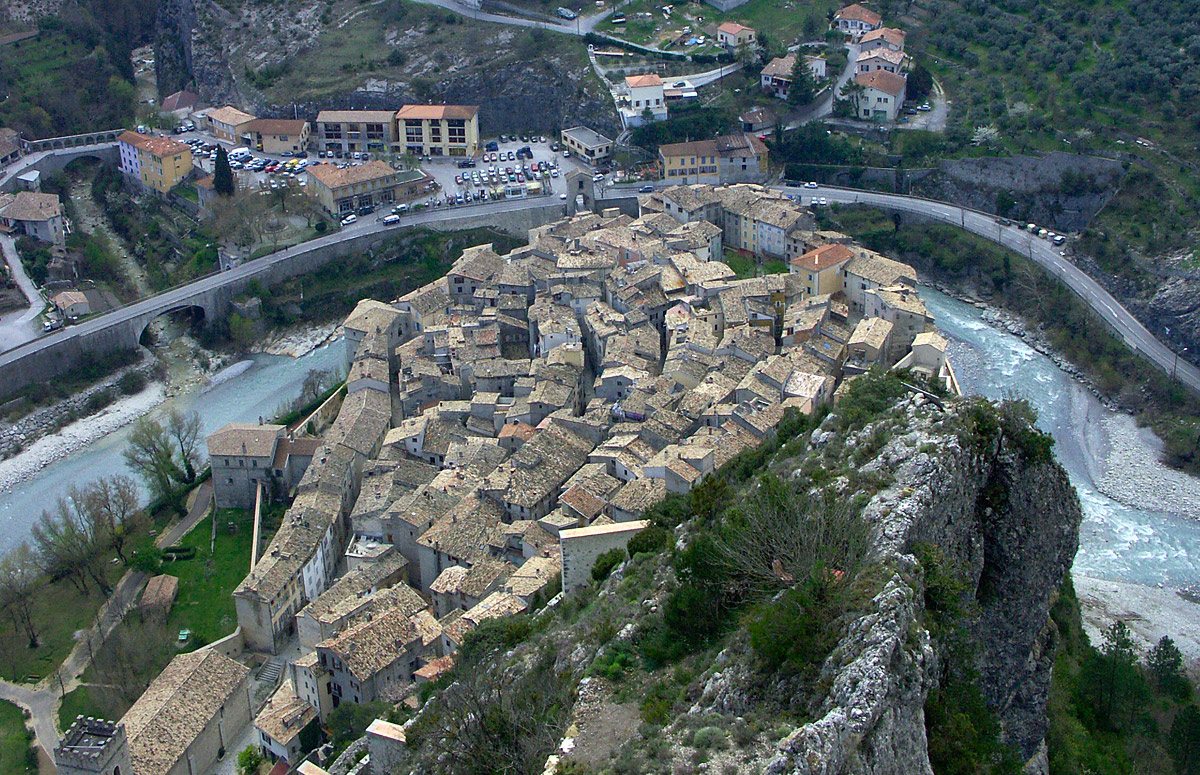
Vue du Var à Entrevaux.
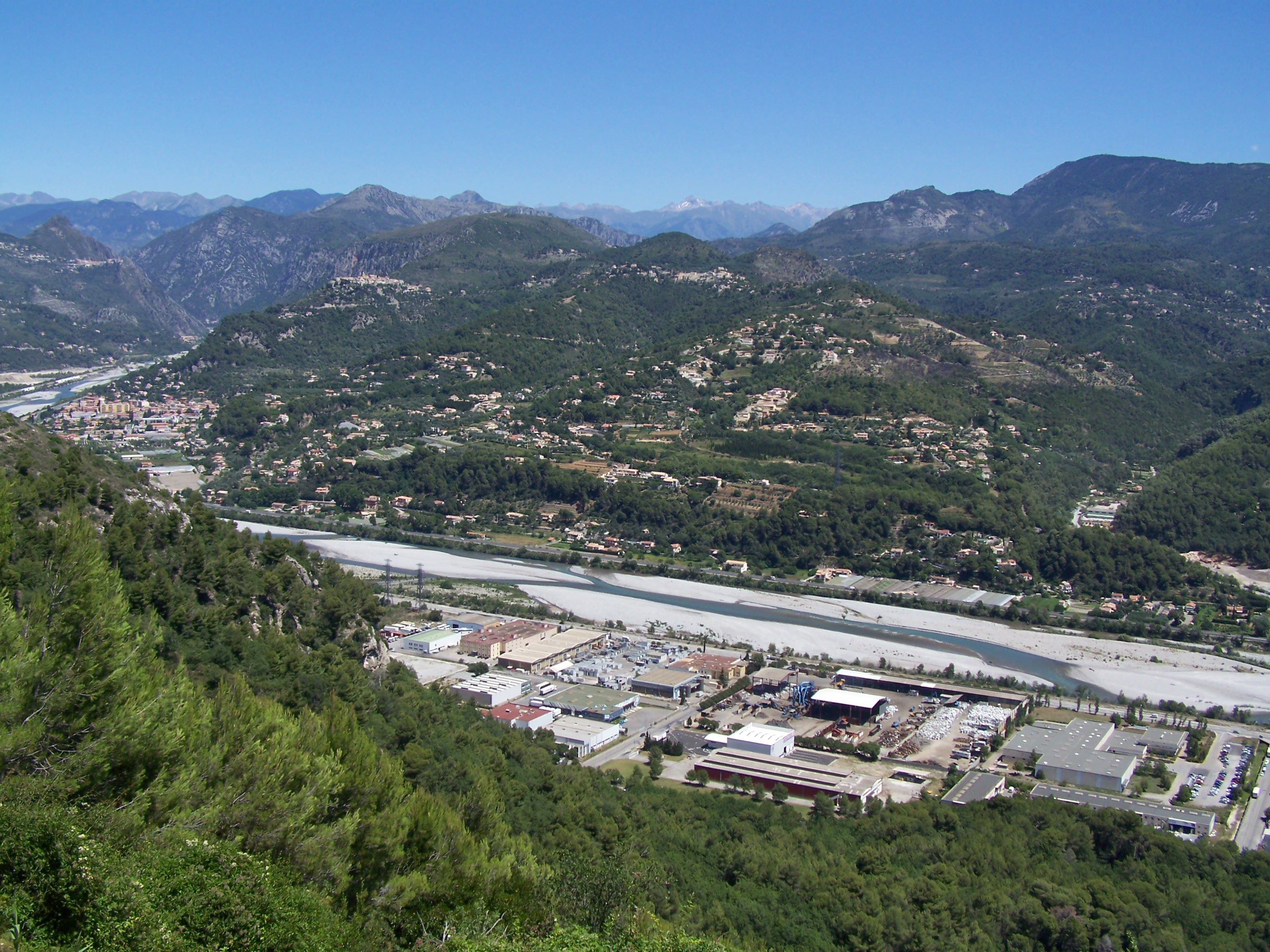
Le Var depuis le belvédère du Carros.
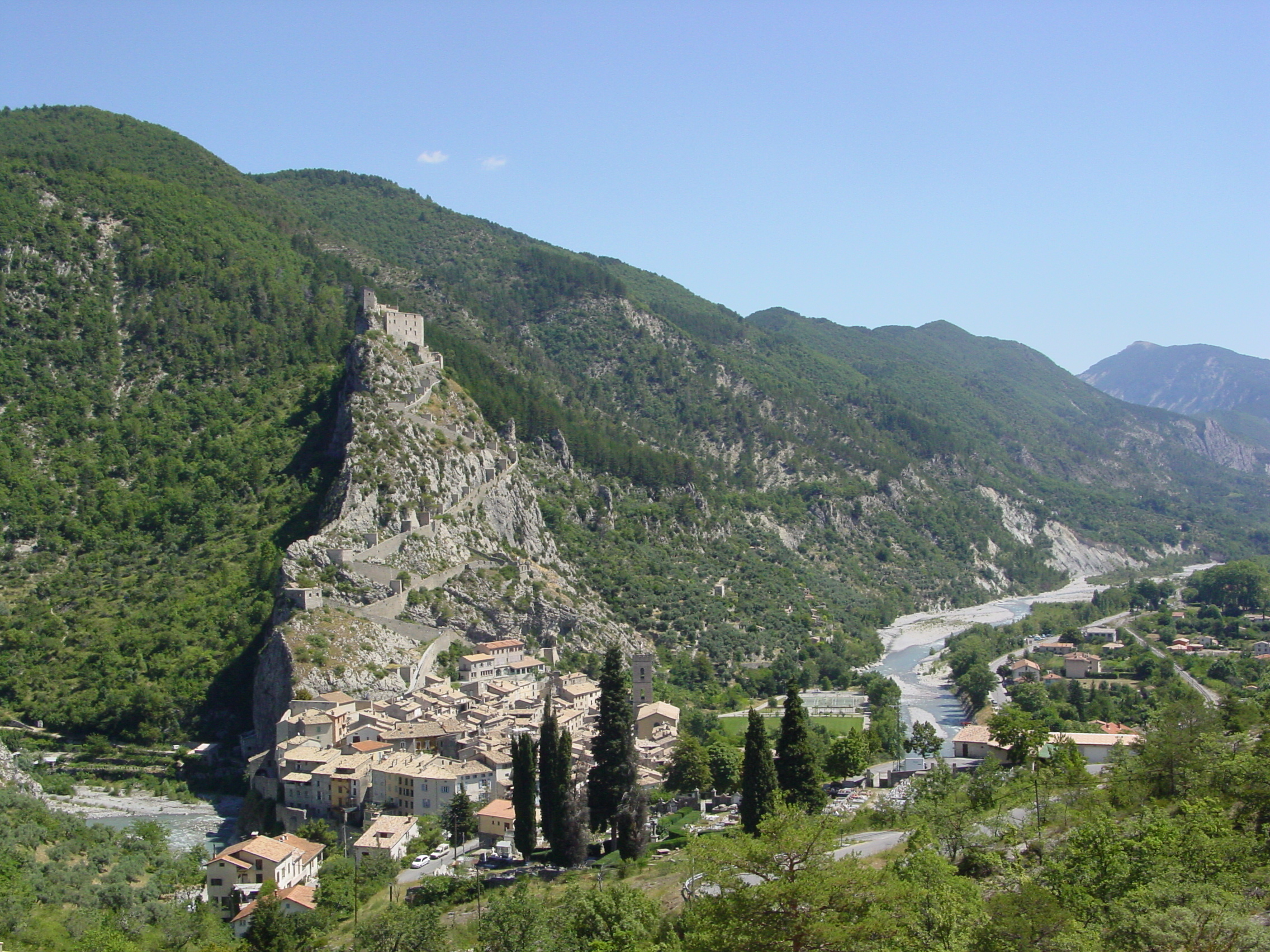
Ville et citadelle d'Entrevaux avec la vue sur le Var.
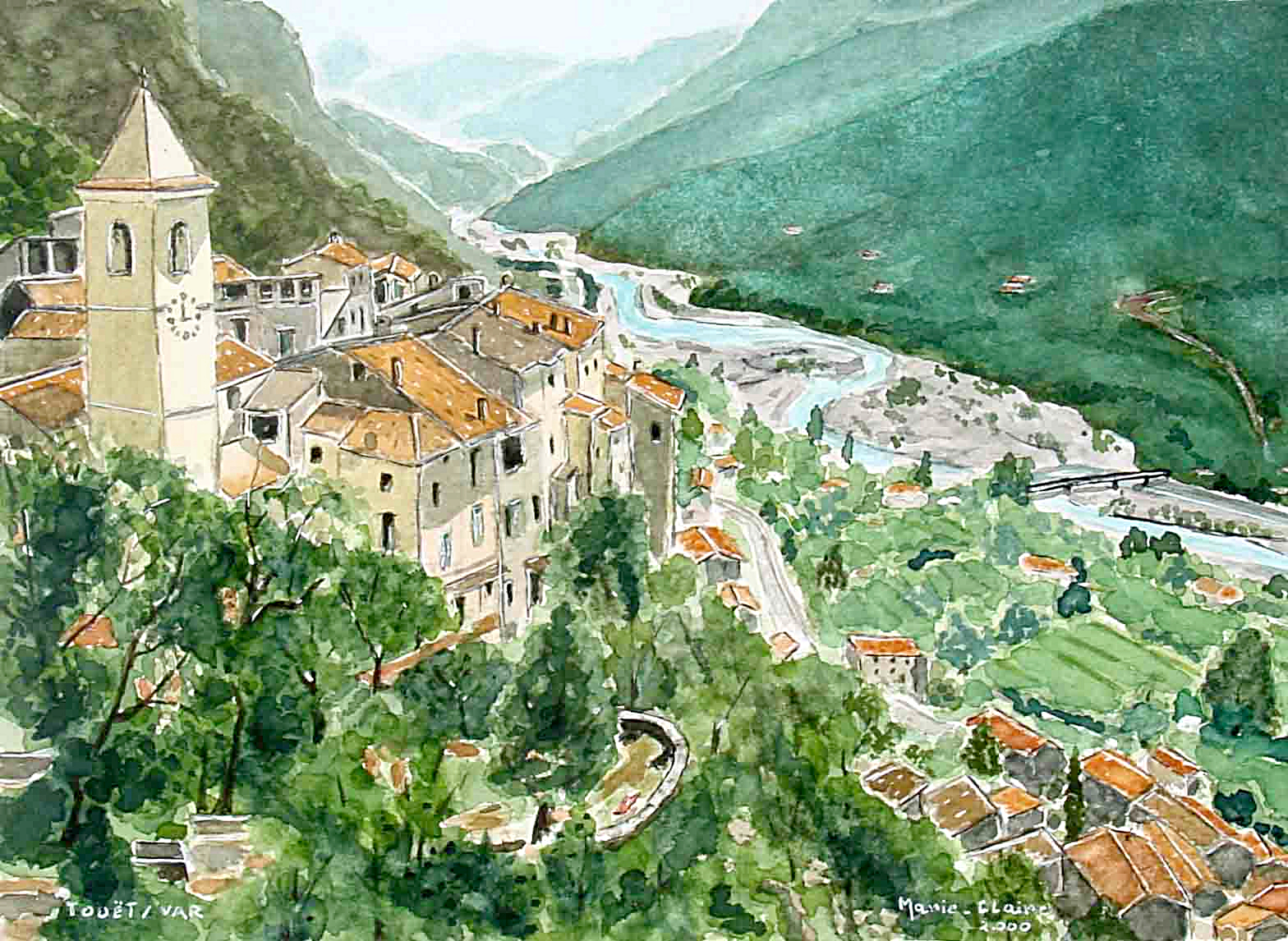
Touët-sur-Var et la vallée du Var.
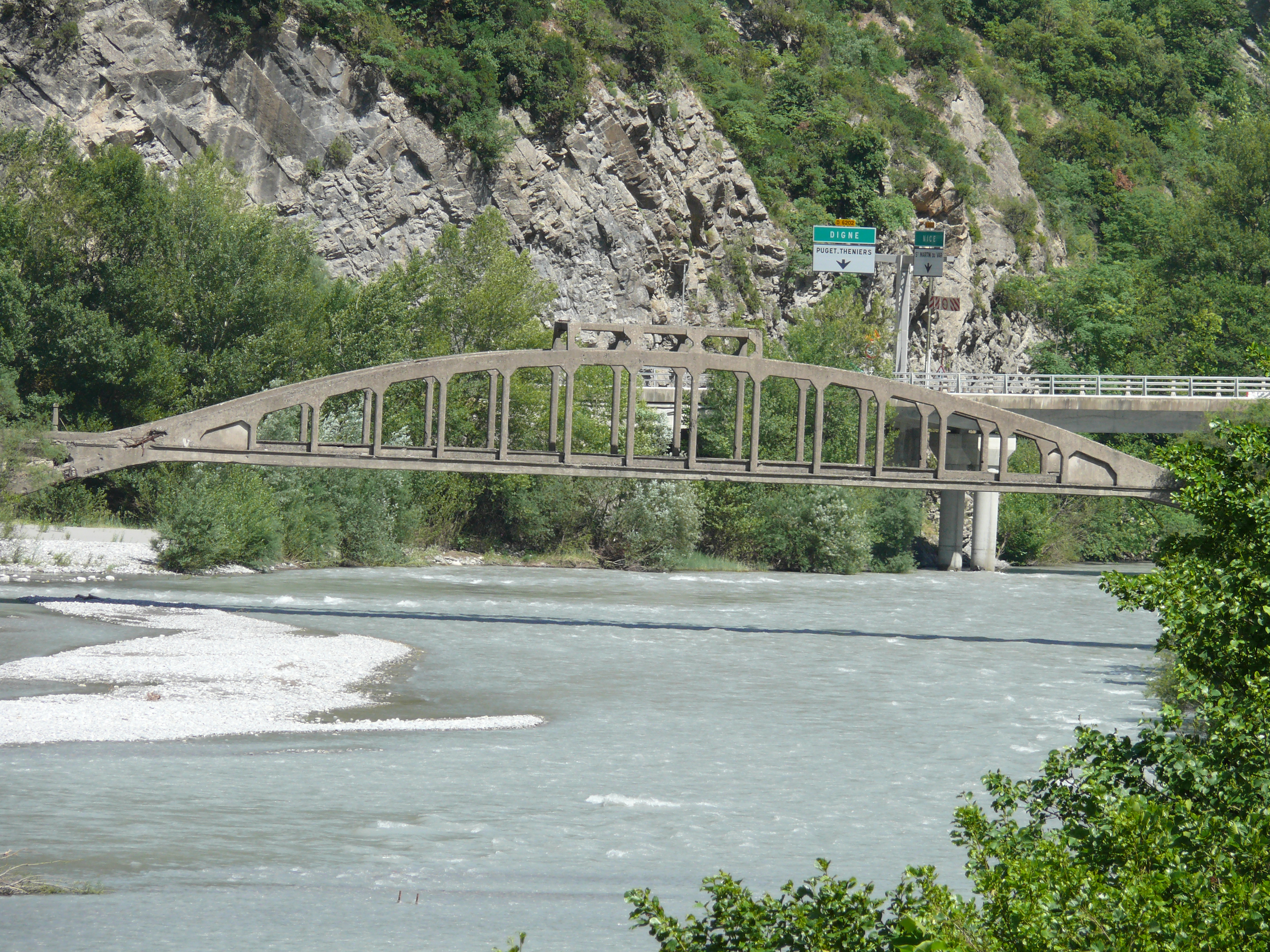
Ancien pont sur le Var du tramway de la Vésubie.
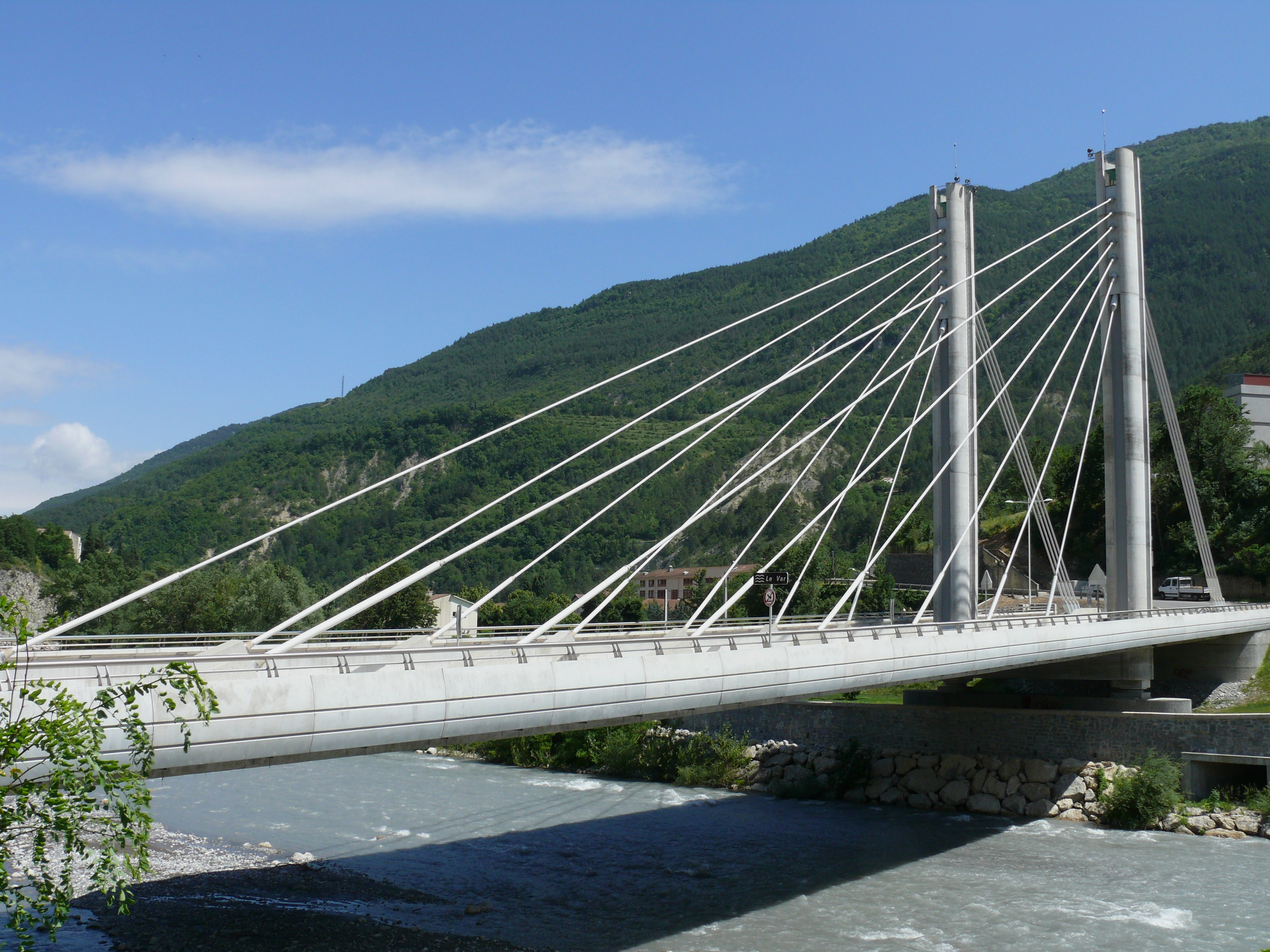
Pont sur le Var à Puget-Théniers.
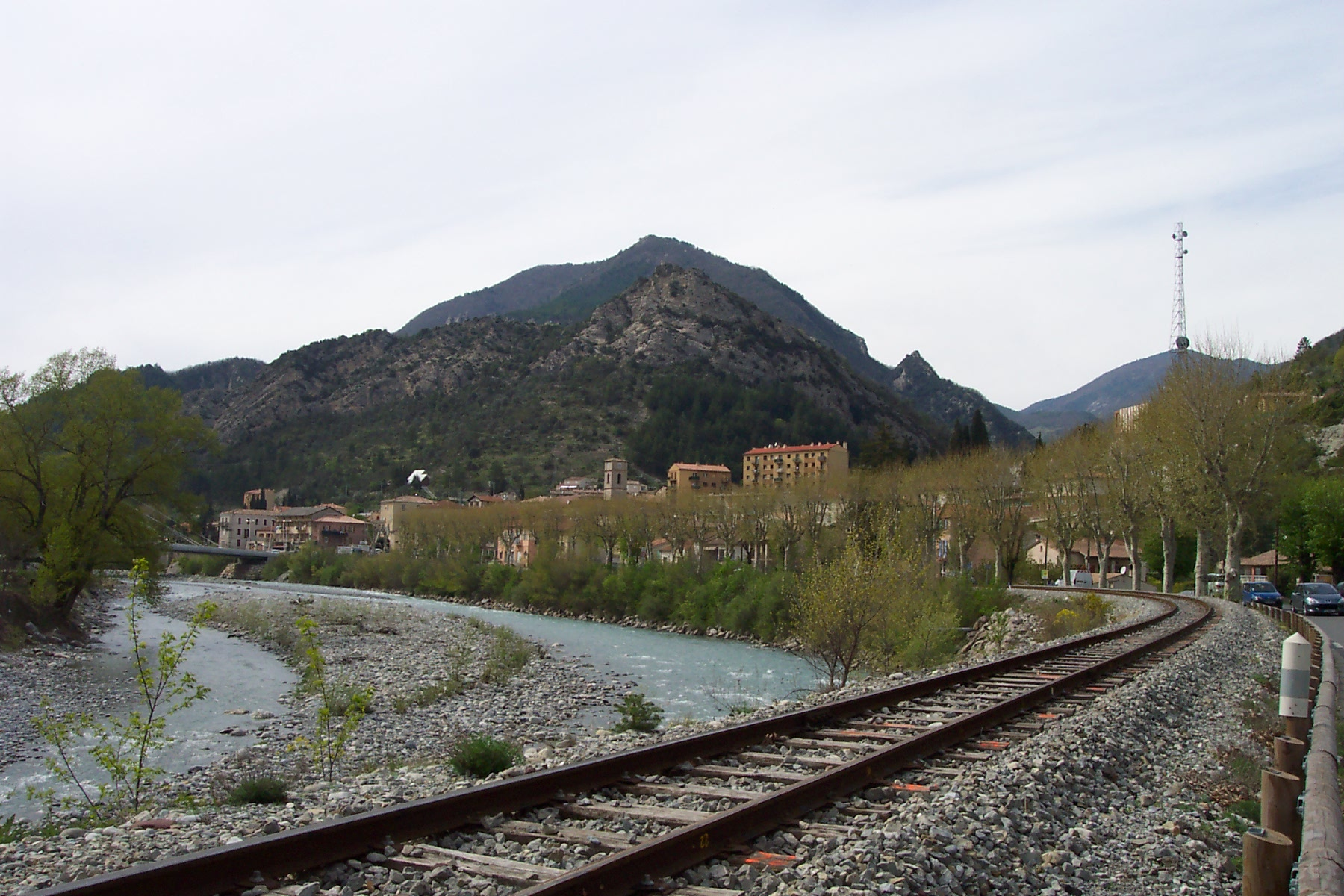
Le Var à Puget-Théniers.
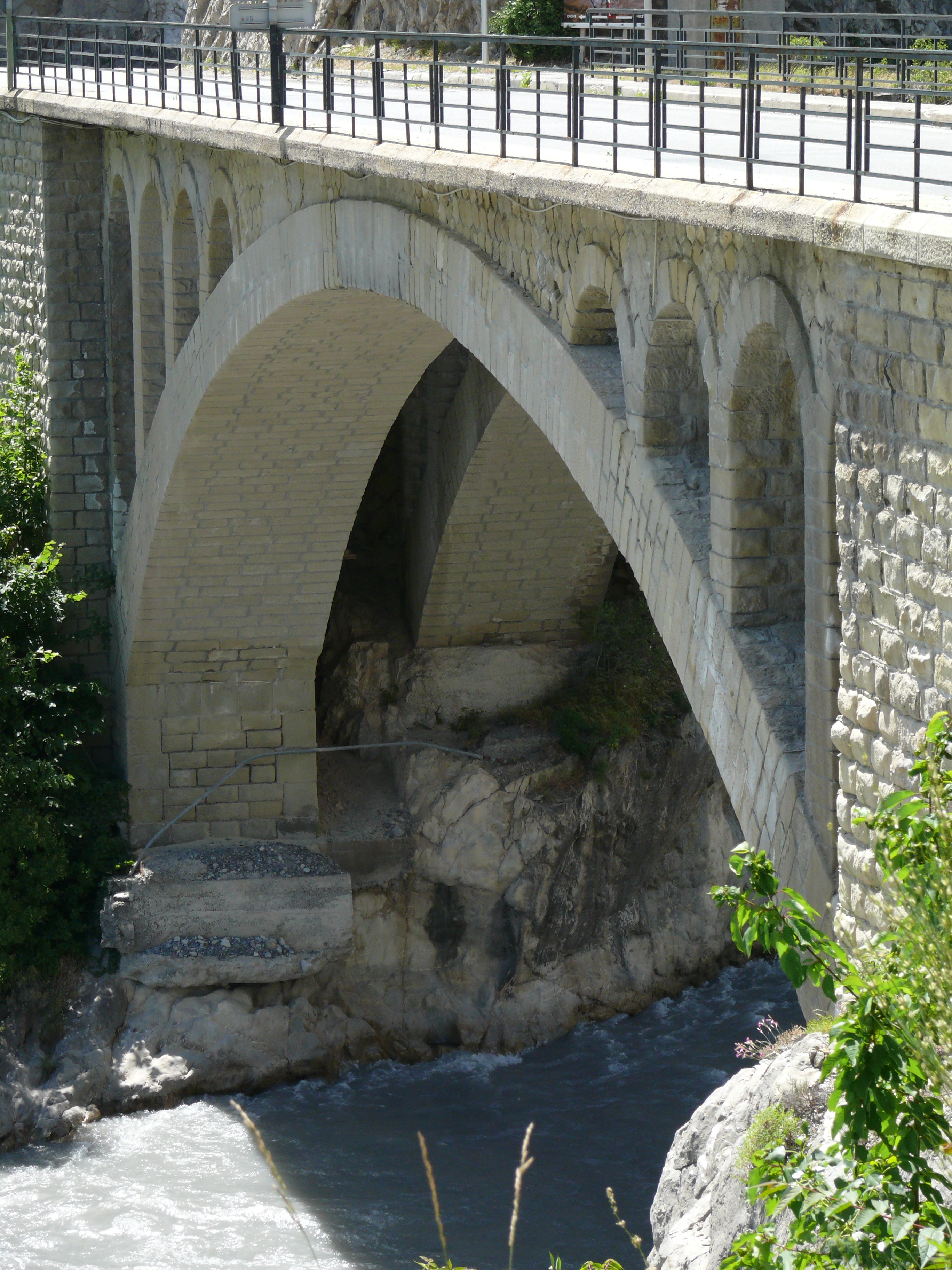
Pont de Gueydan sur le Var, près de Saint-Benoît et Castellet-lès-Sausses.
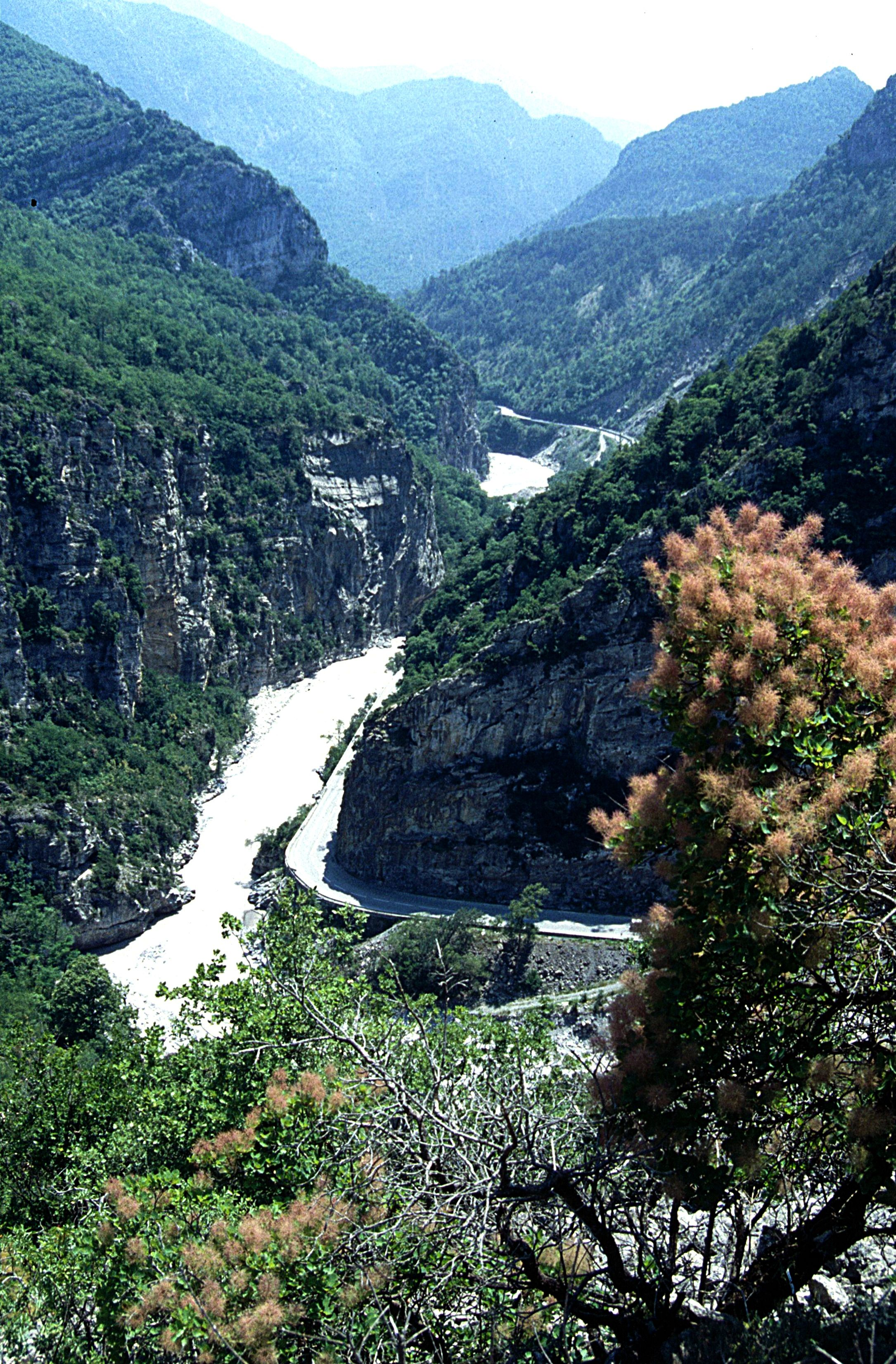
Les Gorges de la Mescla.
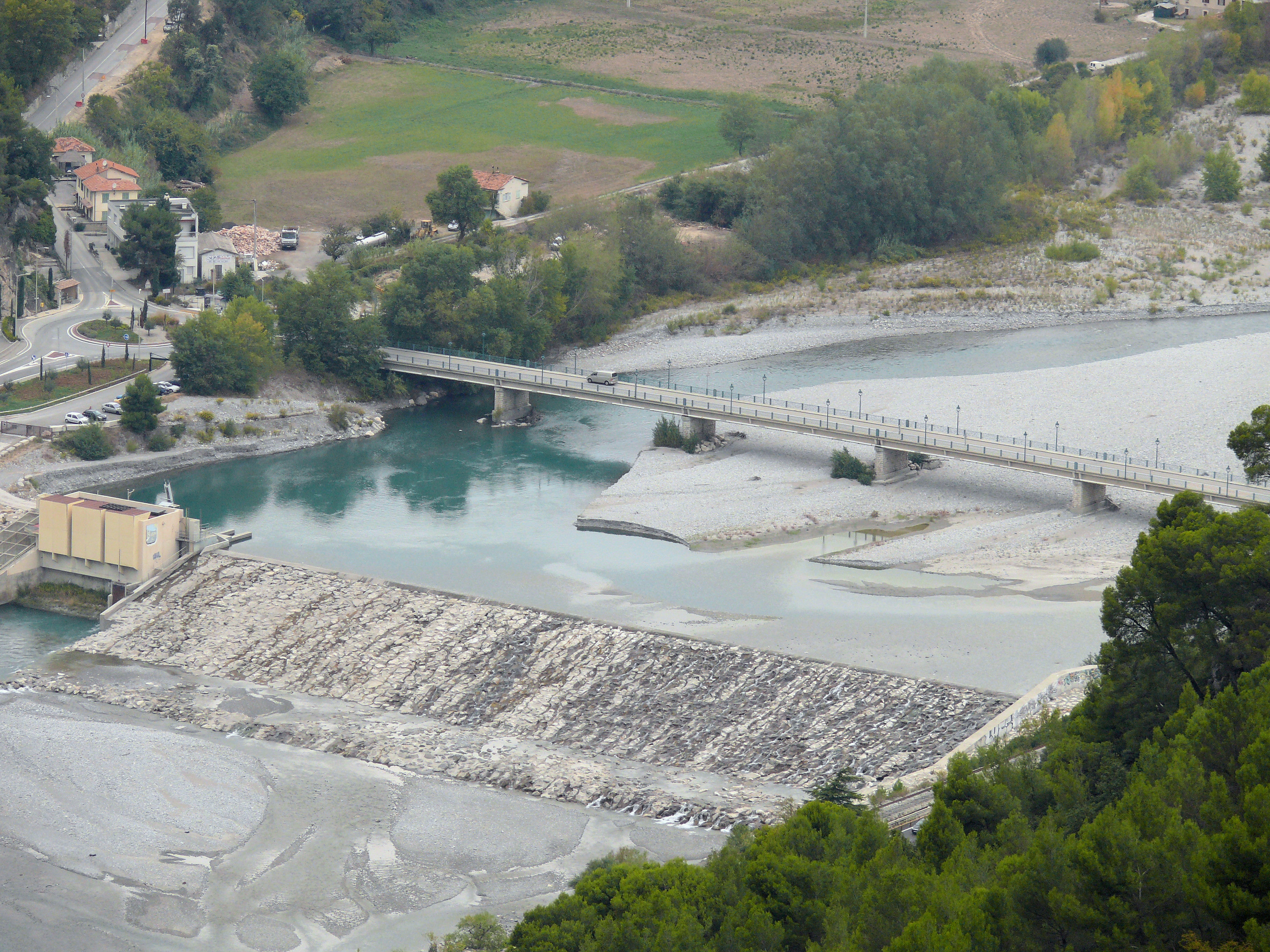
Le pont Charles-Albert sur le Var à La Roquette-sur-Var.
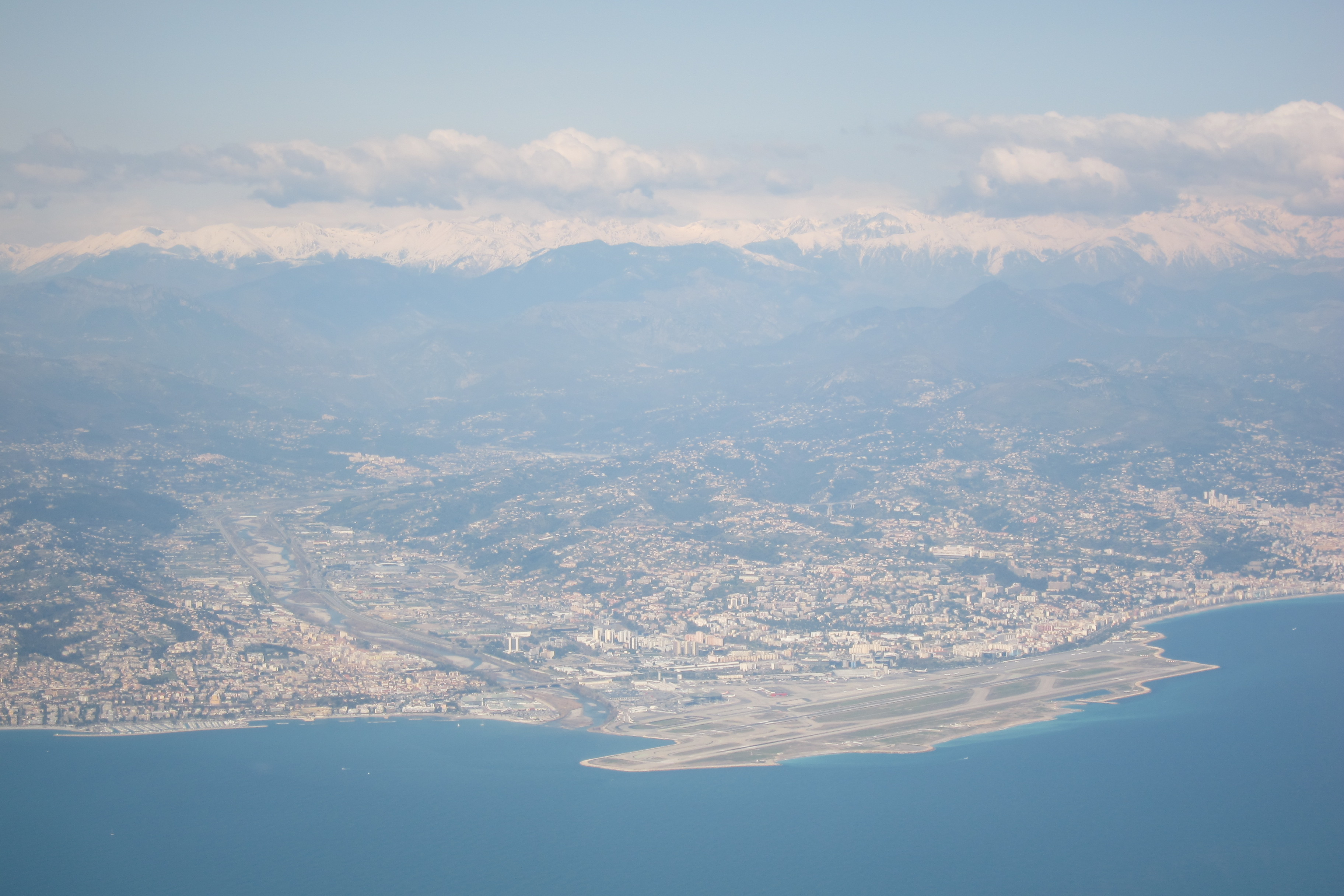
Vue aérienne de l'aéroport de Nice avec à gauche le Var entre Saint-Laurent-du-Var et Nice.
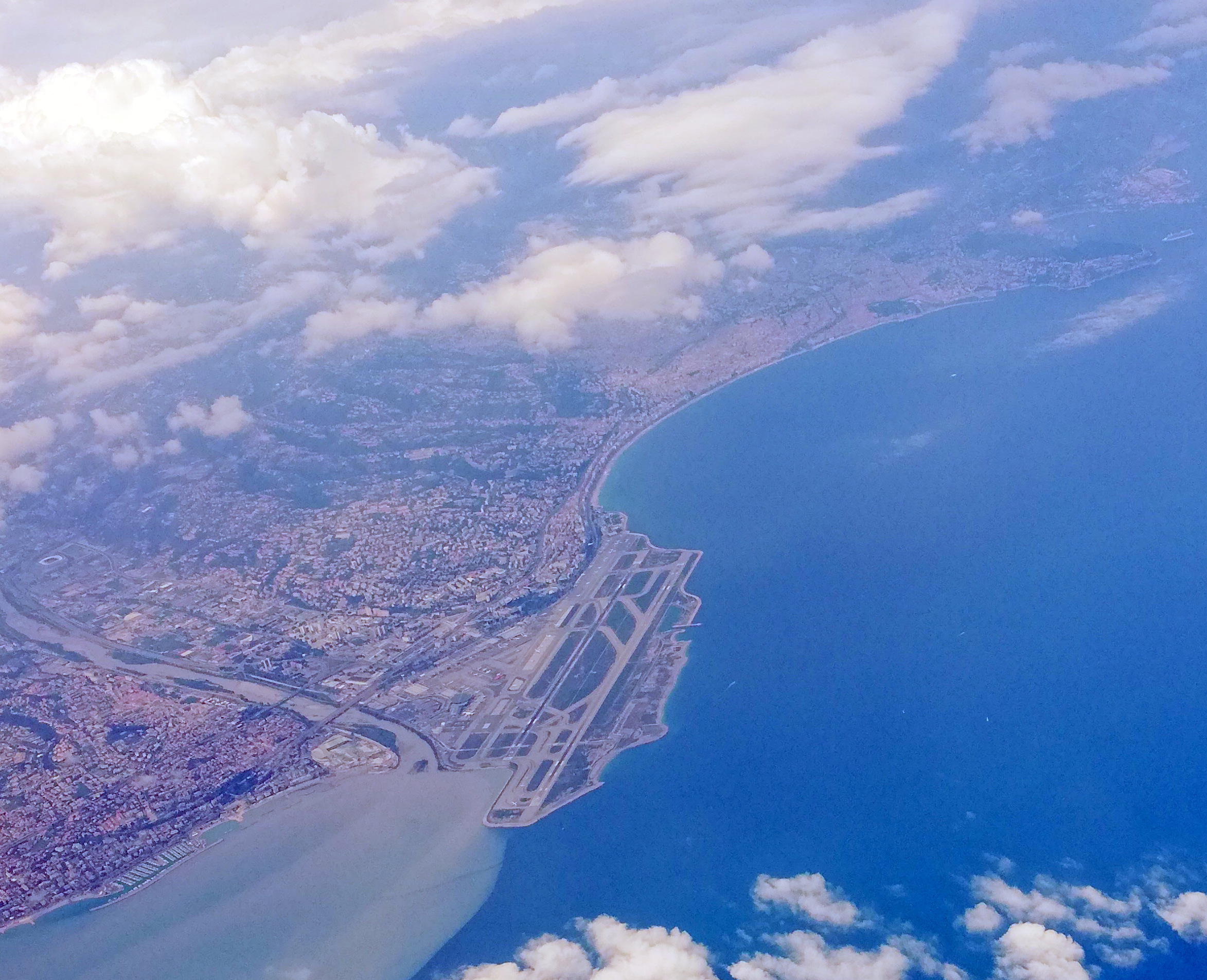
Vue aérienne de l'embouchure montrant la propagation des alluvions dans la baie.
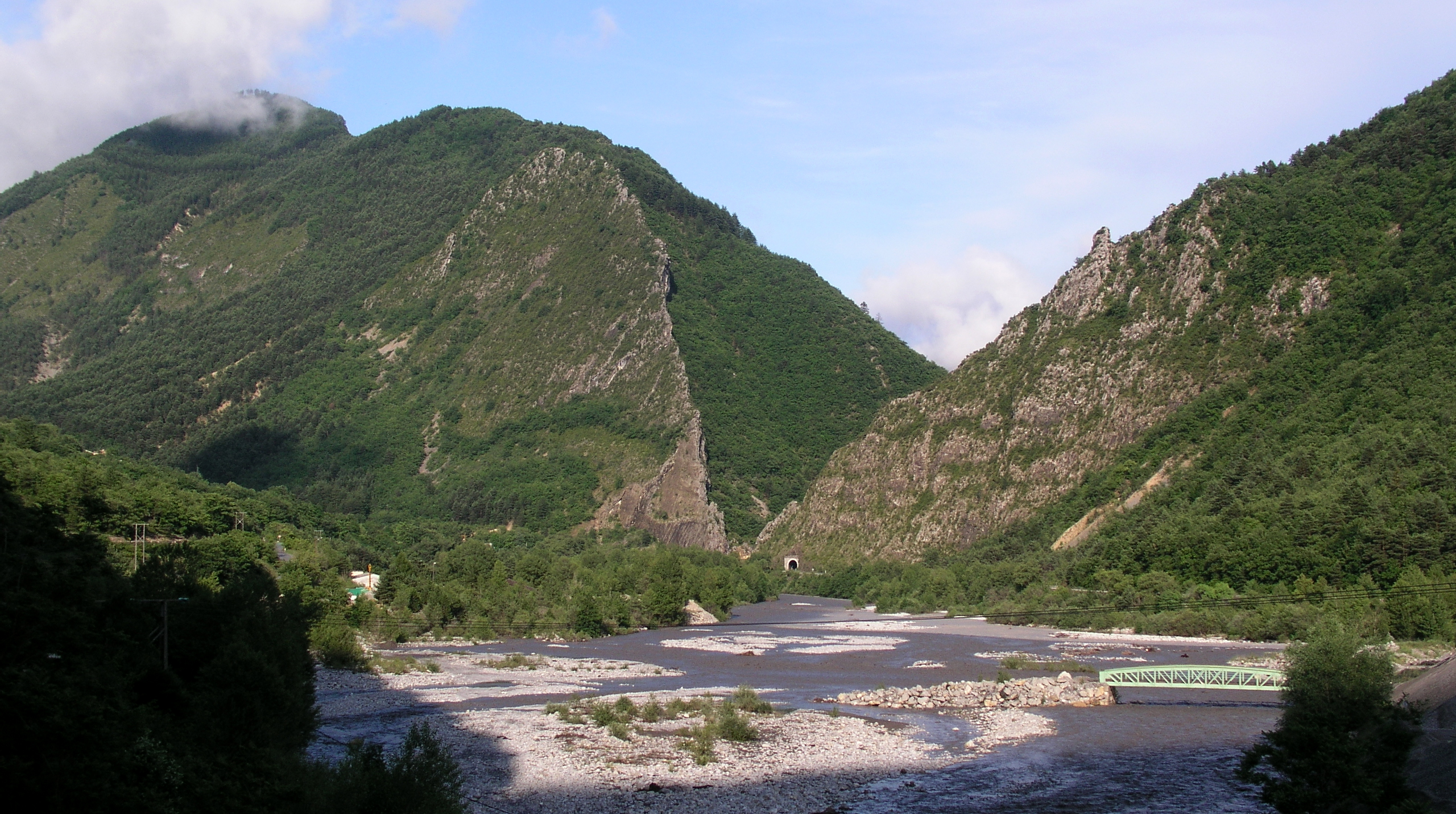
Le Var au pont de Gueydan (Saint-Benoît, Entrevaux).
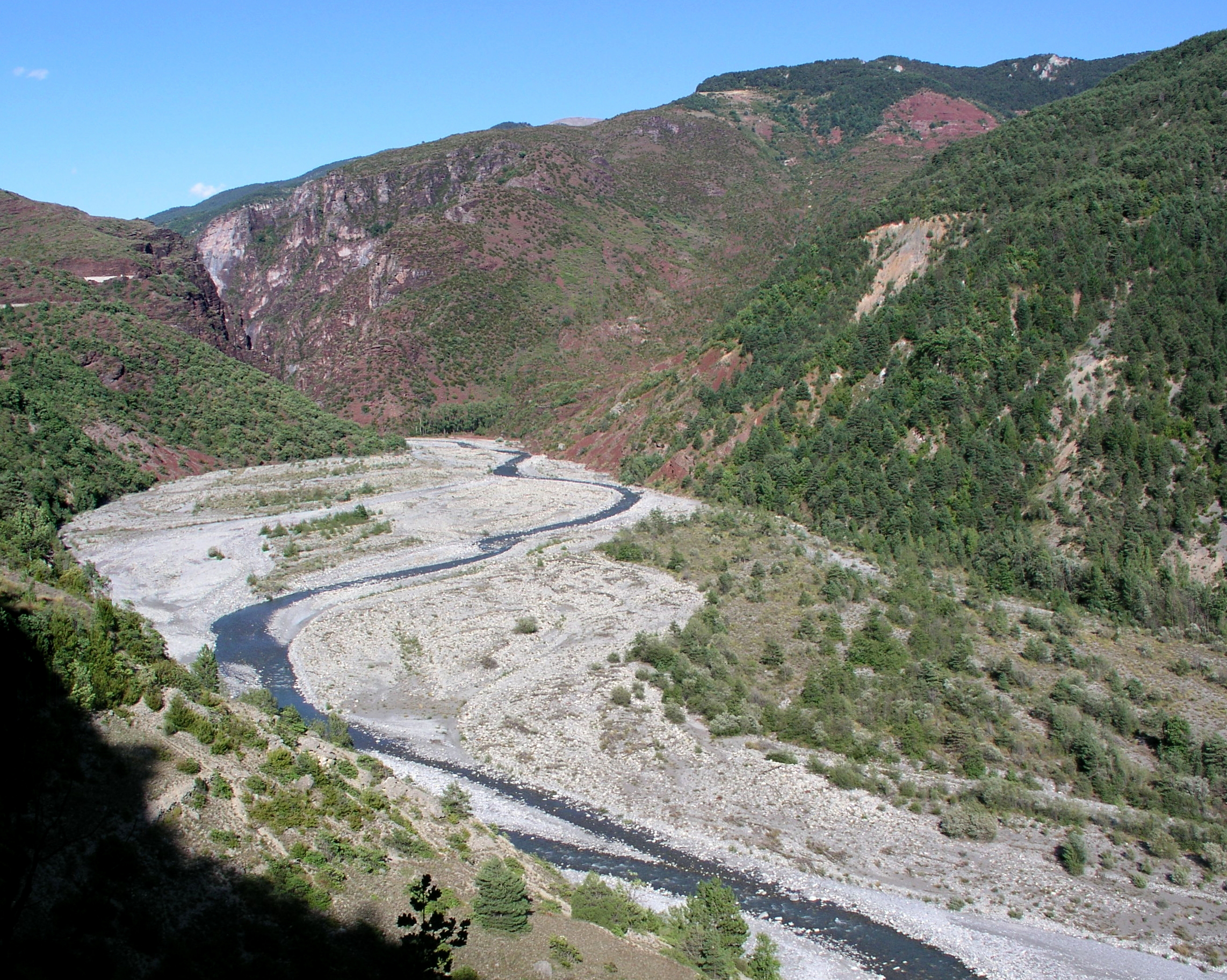
La vallée du Var à Daluis.